# Puerta de España (Madrid)
La Puerta de España es uno de los accesos principales a los Jardines del Retiro de Madrid por la calle Alfonso XII.

## Historia
Cuando a finales del siglo XIX se estudia, por parte del Ayuntamiento de Madrid el cerramiento del Retiro, se diseñan un conjunto de puertas decoradas. Una de las que da a la calle de Alfonso XII es la Puerta de España, diseñada en 1893 por el arquitecto José Urioste y Velada. Proporciona acceso que va a parar al paseo de Argentina en el interior del parque.